# 애니마스강

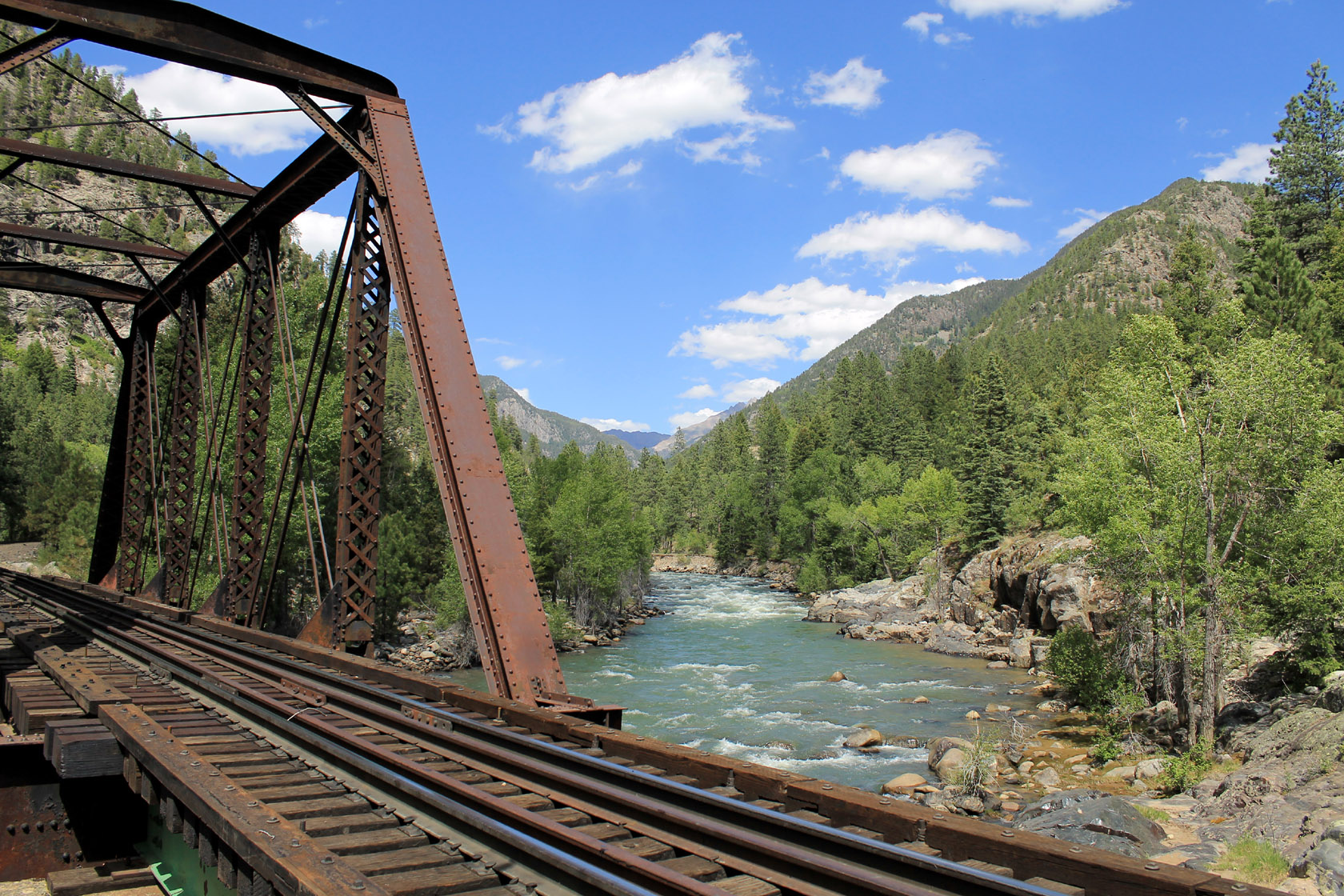
라임 크리크와의 합류 지점 바로 북쪽에서 듀랭고 실버턴 철도가 지나는 애니마스강

애니마스강(Animas River, 스페인어: Río de las Ánimas)은 미국 서부에 있는 126-마일-long (203 km)의 강으로, 샌환강의 지류이며 콜로라도강 수계의 일부이다.
이 강은 인근 광산으로 인해 수많은 재앙을 겪었으며, 그중 가장 큰 재앙은 2015년 골드 킹 광산 폐수 유출 사고였다.

## 이름
스페인 탐험가 후안 마리아 데 리베라는 1765년 산타페에서 "리오 데 라스 아니마스"(영어로는 '영혼의 강')라는 이름을 기록했다. 한 가지 이론은 이 강이 한때 "리오 데 라스 아니마스 페르디다스"(잃어버린 영혼의 강)라는 전체 이름을 가지고 있었으며, 강에서 사망한 사람들을 기념하기 위한 것이었다는 것이다. 소수의 해설자(3명)는 이 강 이름의 기원이 콜로라도주 남동부의 퍼가투아르강과 혼동된 이름이라고 제안했다.

## 유역

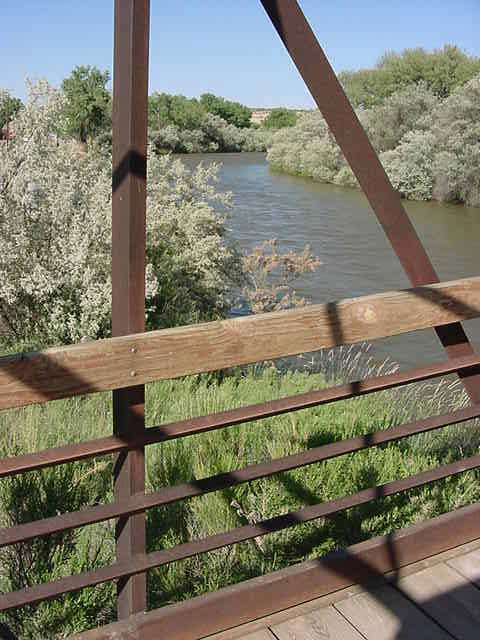
팜밍턴의 보행자 다리에서 본 애니마스강

애니마스강은 콜로라도주의 샌환산맥 높은 곳에서 서쪽 지류와 북쪽 지류가 유령 마을인 애니마스포크스에서 합류하며 솟아나 유레카와 하워즈빌의 유령 마을을 지나 남쪽으로 흐른다. 실버턴에서 강은 애니마스 협곡으로 흐른다. 듀랭고 실버턴 협궤 철도는 협곡을 따라 듀랭고까지 강을 따라간다. 듀랭고에서 강은 남쪽으로 뉴멕시코주의 아즈텍 마을을 지나 팜밍턴에서 샌환강과 합류한다. 애니마스강의 유일한 주요 지류는 콜로라도-뉴멕시코주 경계 바로 북쪽에서 합류하는 플로리다강 (콜로라도주)이다.

## 원주민
고대 푸에블로인의 유적지인 아즈텍 유적 국립 기념물은 현재의 아즈텍 마을에 강을 따라 위치해 있으며, 강 유역의 대부분은 유트족과 나바호족의 땅을 흐른다. 이 유적지에는 미국에서 유일하게 완전히 복원된 아나사지 키바(의례 구조물)가 있다.

## 공학과 개발
애니마스-라플라타 수자원 프로젝트는 2015년에 완공되었다. 이 프로젝트는 2000년 콜로라도 유트 정착법 개정안과 관련된 서던 유트 족의 물 권리 주장을 충족시키기 위해 능선 분지의 나이트호스 호수라는 저수지를 채우기 위해 낮은 고개를 넘어 물을 퍼 올린다.
수많은 관개수로가 강을 따라 주변 농경지에 공급된다. 2011년에 완공된 듀랭고 양수장은 애니마스-라플라타 수자원 프로젝트의 일환으로, 연평균 57,100 에이커-피트의 물을 강에서 끌어와 나이트호스 호수에 저장한다.
듀랭고 (콜로라도주)의 강에서 2016년에 메탄 누출이 보고되었다.

## 야생동물과 식물
애니마스강은 겨울철 얼지 않는 강을 이용하기 위해 겨울철에 찾아오는 흰머리수리의 서식지이자 이동 경로이다.
애니마스강은 무지개송어와 브라운송어의 서식지이며, 대부분 듀랭고의 애니마스 송어 양식장에서 유래한다. 이 강은 깨끗한 산간 개울에서 번성하는 바닥 서식어인 얼룩무늬 스컬핀의 고향이다.

## 2015년 오염물질 유출

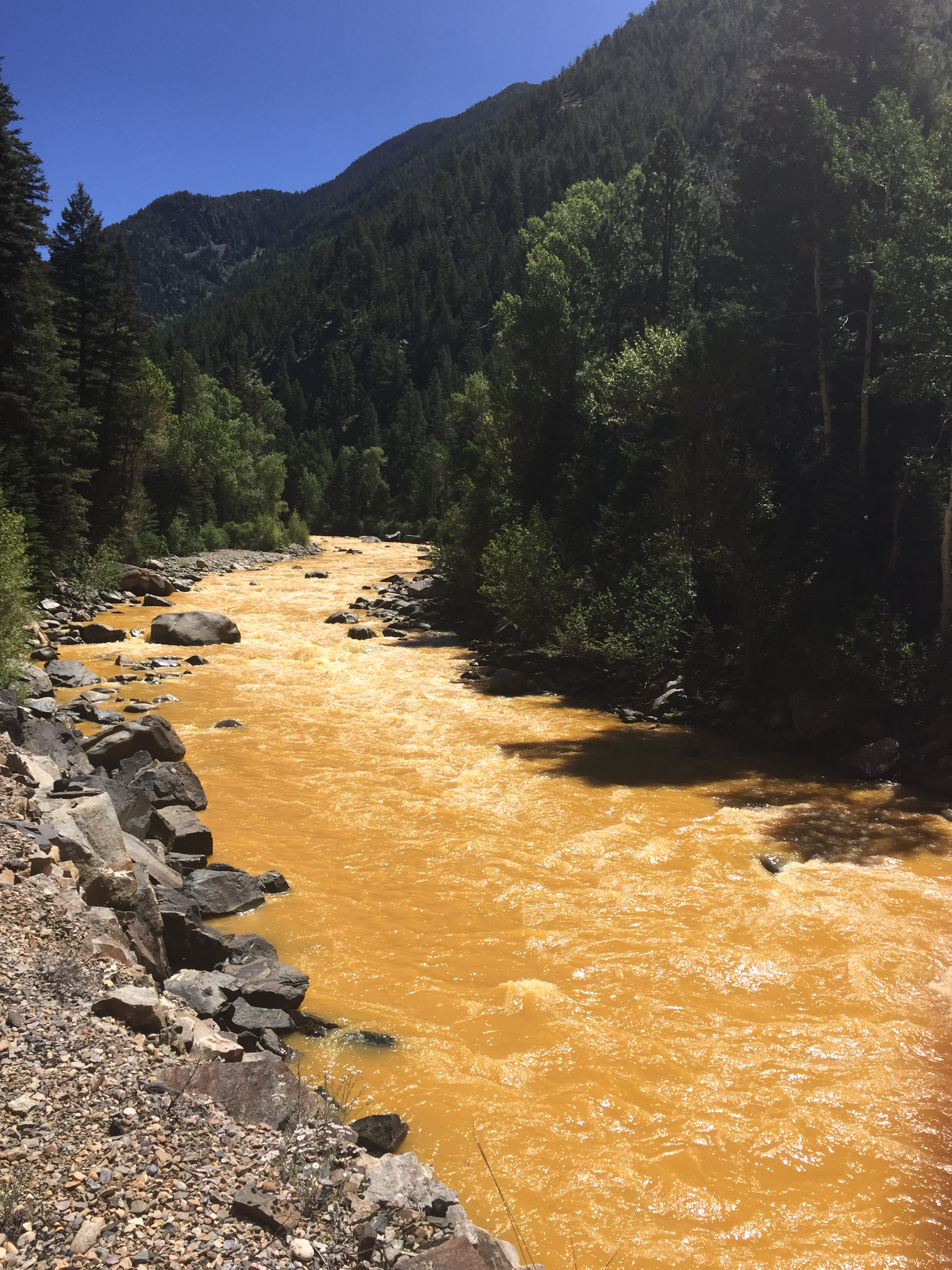
유출 후 24시간 이내의 실버턴과 듀랭고 사이의 애니마스강.

2015년 8월, EPA 소속 작업반이 애니마스강의 지류인 시멘트 크리크에 약 300만 갤런의 광산 폐수를 방출한 후, 라플라타군 보안관 사무실은 강을 일반에 폐쇄했다. 유출은 버려진 골드 킹 광산에서 누출을 조사하던 중 실수로 플러그가 제거되면서 발생했다. 이 광산은 1920년대에 마지막으로 가동되었지만, 수년간 분당 50~250갤런의 유독성 물이 새어나오고 있었다. 유출물에는 비소, 카드뮴, 납과 같은 유독성 금속뿐만 아니라 알루미늄과 구리도 포함되어 있었다. 오염된 물에는 다른 유독성 중금속도 있을 수 있다.
유출로 인해 강의 색깔이 주황색으로 변했으며, 콜로라도 환경의 이사인 킴 스티븐스는 유출이 "황폐적"이라고 묘사하며 강에 의존하는 기업들이 문을 닫아야 할 수도 있다고 말했다. 강을 흐르는 유독성 폐기물로 인해 강의 물고기 개체수도 위험에 처할 수 있다.
2016년 2월, AP 통신은 유출로 인해 애니마스강에 "880,000파운드의 금속이 쏟아져 들어갔으며", "대부분의 금속은 강바닥에 침전되었다"고 보도했다. 해당 금속은 "카드뮴, 구리, 납, 수은, 니켈, 아연 및 기타 가능성 있는 물질"이다.
2015년 9월 15일 열린 감독 위원회에서 EPA가 광산에서 강으로 폐기물 유출 가능성을 알고 있었음에도 불구하고 문제를 해결하기보다 우회하는 방식을 택했다는 사실이 공개되었다.

## 레크리에이션

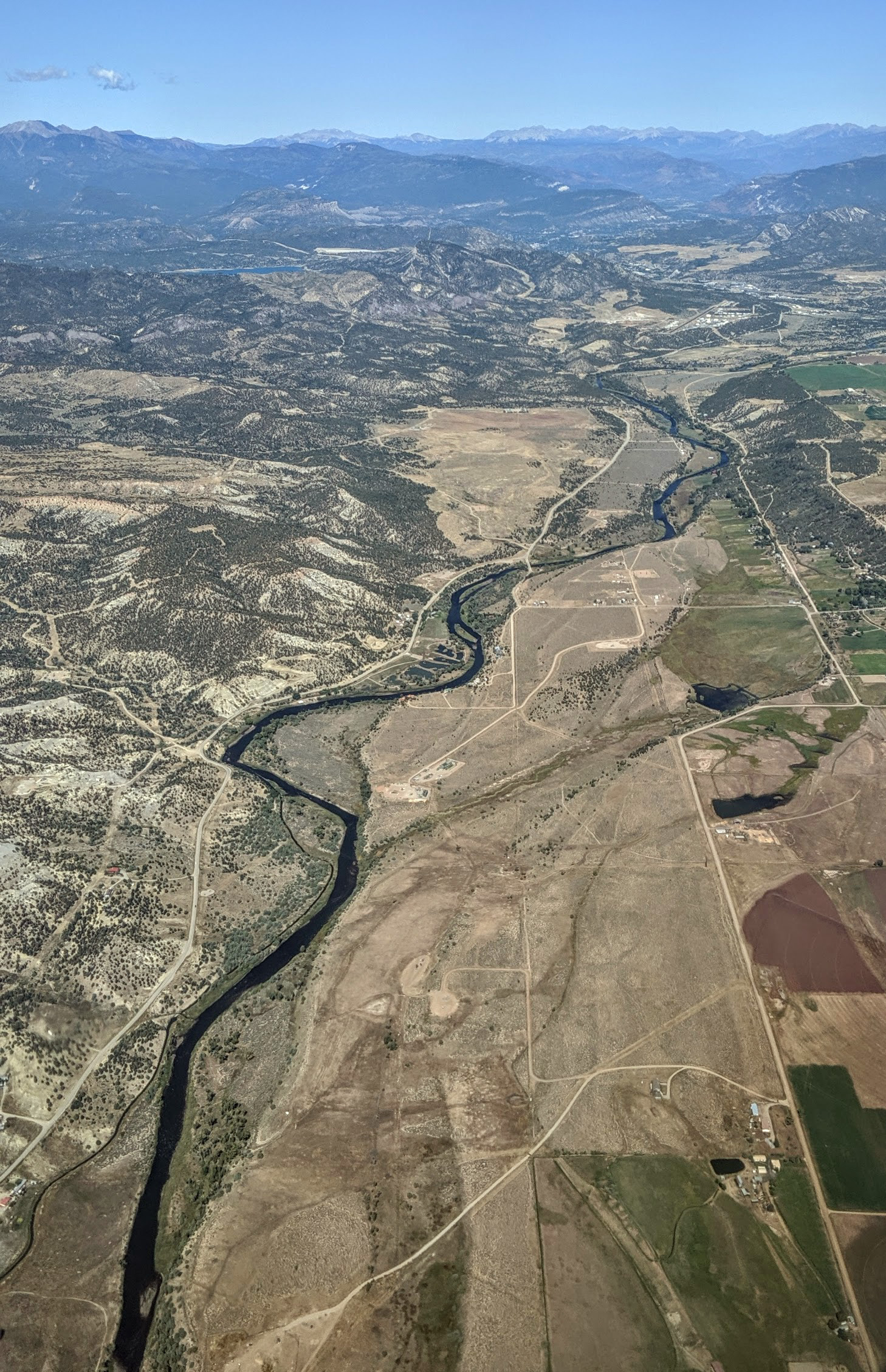
듀랭고에서 나오는 애니마스강의 공중도

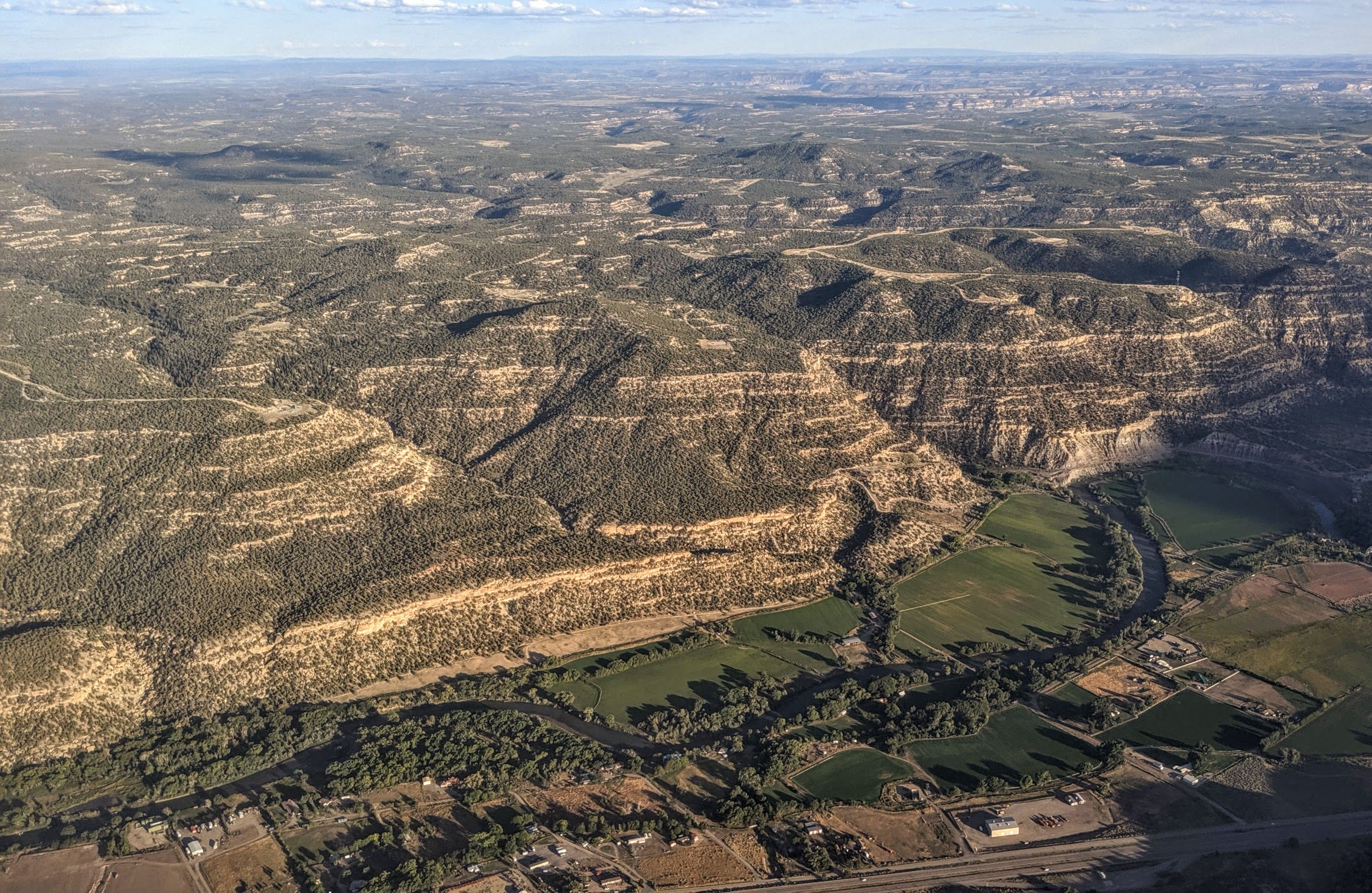
뉴멕시코주 시더 힐과 콜로라도주 경계 사이의 애니마스강

애니마스강은 주요 래프팅 명소로, 콜로라도주의 상업 래프팅 시장의 8.9%를 차지하며 연간 45,411명의 상업 사용자 일수와 5,207,033달러의 직접 지출(2011년 추정)을 창출한다.
애니마스강은 프리스톤 낚시터로, 무지개송어, 브라운송어, 콜로라도강 컷스로트송어, 브룩송어가 많이 서식한다. 콜로라도주의 리베라 다리 건너편에서는 골드 메달 낚시터로 간주된다. 온화한 겨울 날씨 덕분에 애니마스강에서는 인공 미끼와 플라이를 이용한 레크리에이션 낚시를 연중 이용할 수 있다. 수생 파리목과 하루살이의 알은 겨울과 봄철에 부화한다. 늦봄, 여름, 가을에는 날도래목과 하루살이뿐만 아니라 메뚜기 같은 육상 곤충도 부화한다. 애니마스강 송어의 평균 길이는 12 to 16 인치 (30 to 41 cm)이다. 가끔 17 to 22 인치 (43 to 56 cm)의 더 큰 송어가 낚시꾼들에게 잡히기도 한다. 애니마스강에서는 36 인치 (91 cm)만큼 큰 브라운송어도 잡힌 적이 있다.
팜밍턴 시내에서는 버그 공원에서 애니마스 공원까지 강을 따라 이어지는 4마일 길이의 산책로가 2011년에 국립 레크리에이션 트레일로 지정되었다.
2023년에 티코 타임(Tico Time)이라는 리조트/워터파크/콘서트 장소가 문을 열어 애니마스강변에 다양한 활동을 추가했다.

## 대중매체
애니마스강을 중심으로 영화가 촬영되었다. 내일을 향해 쏴라에서는 로버트 레드포드와 폴 뉴먼이 듀랭고에서 멀지 않은 애니마스강으로 뛰어들어 안전하게 탈출한다. 영화 굿바이 뉴욕 굿모닝 내 사랑에서는 소떼가 애니마스강을 건너고, 빌리 크리스털이 강 급류에서 어린 송아지를 구조한다.
제임스 스튜어트와 재닛 리가 출연한 영화 "네이키드 스퍼"는 이 지역에서 촬영되었으며, 주요 장면 중 하나는 애니마스강에서 벌어진다.

## 같이 보기
- 콜로라도주의 강 목록
- 뉴멕시코주의 강 목록
- 콜로라도강의 지류 목록
- 애니마스-라플라타 수자원 프로젝트
- 나이트호스 호수

## 더 읽어보기
- Thompson, Jonathan. (2015). "When our river turned orange" [High Country News].[1]
- Desborough, G.A. and D.B. Yager. (2000). Acid-neutralizing potential of igneous bedrocks in the Animas River headwaters, San Juan County, Colorado [U.S. Geological Survey Open-File Report 00-165]. Reston, VA: U.S. Department of the Interior, U.S. Geological Survey.
- Nash, T. (1999). Geochemical investigations and interim recommendations for priority abandoned mine sites, BLM lands, upper Animas River watershed, San Juan County, Colorado [U.S. Geological Survey Open-File Report 99-323]. Reston, VA: U.S. Department of the Interior, U.S. Geological Survey.
- Yager, D.B. et al. (2003). Ferricrete, manganocrete, and bog iron occurrences with selected sedge bogs and active iron bogs and springs in the upper Animas River watershed, San Juan County, Colorado [Miscellaneous Field Studies Map MF-2406]. Denver: U.S. Department of the Interior, U.S. Geological Survey.